# Leopoldo de Bulhões
Leopoldo de Bulhões est une municipalité brésilienne de l'État de Goiás et la microrégion de Goiânia.